# SpaceX Crew-5
SpaceX Crew-5 – piąty operacyjny lot kapsuły Crew Dragon na Międzynarodową Stację Kosmiczną.
Start odbył się 5 października 2022 roku z platformy 39A w John Kennedy Space Center na Florydzie.

## Załoga

### Podstawowa
- Nicole Mann (1. lot)
- Josh Cassada (1. lot)
- Kōichi Wakata (5. lot)
- Anna Kikina (1. lot)